# Zamora (Ecuador)
Zamora is een stad in het zuidoosten van Ecuador. Het is de hoofdstad van het gelijknamige kanton Zamora en van de provincie Zamora-Chinchipe.
De stad ligt aan de voet van het Andesgebergte op een hoogte van 970 meter boven zeeniveau. Bij de stad stromen de rivieren Bombuscaro en Jamboé in de Zamora rivier die dwars door de stad stroomt.
Door de vondst van goud in de buurt is de stad sterk gegroeid en staat de stad bekend als Mijnhoofdstad van Ecuador. Door de nabijheid van vele watervallen en de grote biodiversiteit wordt de stad echter ook wel Stad van de vogels en watervallen genoemd. In 2001 telde Zamora 10.355 inwoners.